# Le Rozel
Pour les articles homonymes, voir Rozel.
Le Rozel est une commune française, située dans le département de la Manche en région Normandie, peuplée de 244 habitants.

## Géographie

### Localisation
Les communes limitrophes sont Les Pieux, Pierreville, Saint-Germain-le-Gaillard et Surtainville.

### Géologie et relief
La superficie de la commune est de 5,52 km2 ; son altitude varie de 0  à   102 mètres. 

### Hydrographie
La commune est située dans le bassin Seine-Normandie. Elle est drainée par la Scye, le But, le cours d'eau 01 de la commune du Rozel et le cours d'eau 01 du Bégin,,.
La Scye, d'une longueur de 27 km, prend sa source dans la commune de Pierreville et se jette dans la Douve en limite de Néhou et de Bricquebec-en-Cotentin, après avoir traversé huit communes.

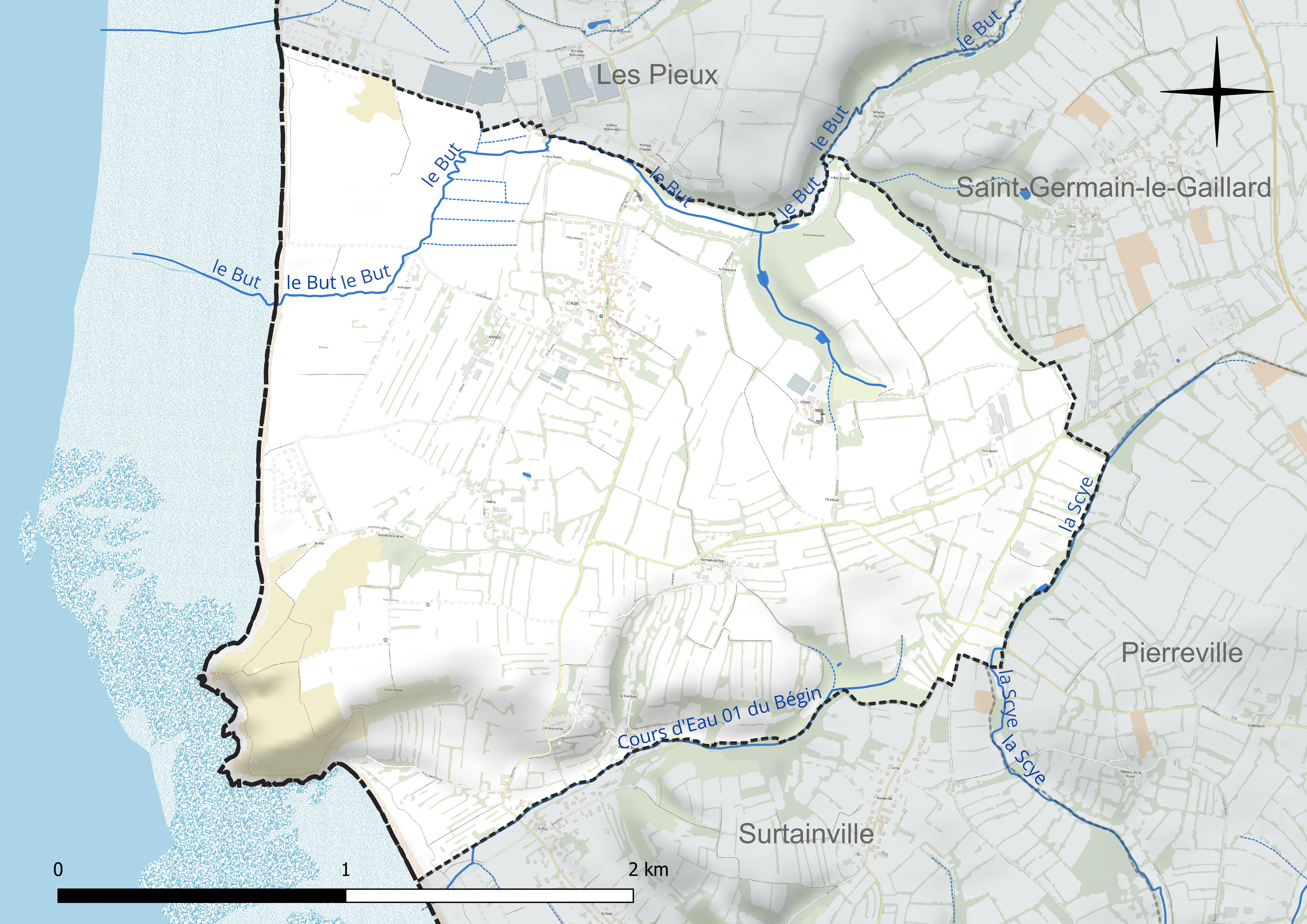
Réseau hydrographique du Rozel.

### Climat
Pour des articles plus généraux, voir climat de la Normandie et climat de la Manche.

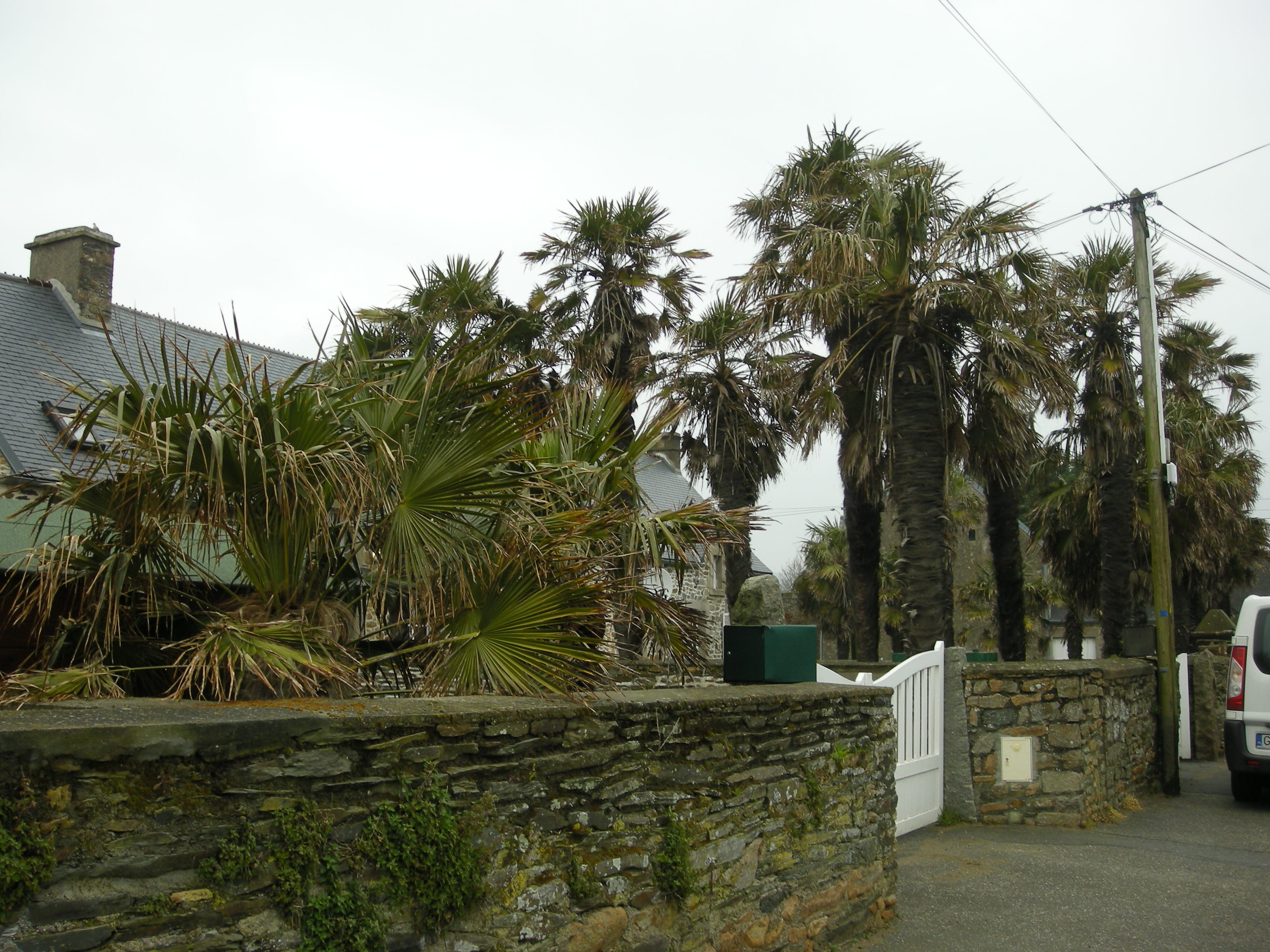
Palmiers au Rozel.

En 2010, le climat de la commune est de type climat océanique franc, selon une étude du CNRS s'appuyant sur une série de données couvrant la période 1971-2000. En 2020, Météo-France publie une typologie des climats de la France métropolitaine dans laquelle la commune est exposée à un climat océanique et est dans la région climatique  Normandie (Cotentin, Orne), caractérisée par une pluviométrie relativement élevée (850 mm/a) et un été frais (15,5 °C) et venté. Parallèlement le GIEC normand, un groupe régional d’experts sur le climat, différencie quant à lui, dans une étude de 2020, trois grands types de climats pour la région Normandie, nuancés à une échelle plus fine par les facteurs géographiques locaux. La commune est, selon ce zonage, exposée à un « climat maritime », correspondant au Cotentin et à l'ouest du département de la Manche, frais, humide et pluvieux, où les contrastes pluviométrique et thermique sont parfois très prononcés en quelques kilomètres quand le relief est marqué.
Pour la période 1971-2000, la température annuelle moyenne est de 11,2 °C, avec une amplitude thermique annuelle de 10,7 °C. Le cumul annuel moyen de précipitations est de 893 mm, avec 13,8 jours de précipitations en janvier et 7,7 jours en juillet. Pour la période 1991-2020, la température moyenne annuelle observée sur la station météorologique la plus proche, située sur la commune de La Hague à 20 km à vol d'oiseau, est de 13,1 °C et le cumul annuel moyen de précipitations est de 480,0 mm. Pour l'avenir, les paramètres climatiques de la commune estimés pour 2050 selon différents scénarios d’émission de gaz à effet de serre sont consultables sur un site dédié publié par Météo-France en novembre 2022.

### Milieux naturels et biodiversité
- Pointe ou Cap du Rozel.
- Plage du Rozel[13].

## Urbanisme
La commune se trouve dans l'aire d'attraction de Cherbourg-en-Cotentin et de sa zone d'emploi, ainsi que dans le bassin de vie des Pieux.

### Typologie
Au 1er janvier 2024, Le Rozel est catégorisée commune rurale à habitat dispersé, selon la nouvelle grille communale de densité à sept niveaux définie par l'Insee en 2022.
Elle est située hors unité urbaine.
Par ailleurs la commune fait partie de l'aire d'attraction de Cherbourg-en-Cotentin, dont elle est une commune de la couronne,. Cette aire, qui regroupe 77 communes, est catégorisée dans les aires de 50 000 à moins de 200 000 habitants,.
La commune, bordée par la Manche, est également une commune littorale au sens de la loi du 3 janvier 1986, dite loi littoral. Des dispositions spécifiques d’urbanisme s’y appliquent dès lors afin de préserver les espaces naturels, les sites, les paysages et l’équilibre écologique du littoral, tel le principe d'inconstructibilité, en dehors des espaces urbanisés, sur la bande littorale des 100 mètres, ou plus si le plan local d'urbanisme le prévoit.

### Occupation des sols
L'occupation des sols de la commune, telle qu'elle ressort de la base de données européenne d’occupation biophysique des sols Corine Land Cover (CLC), est marquée par l'importance des territoires agricoles (79,3 % en 2018), une proportion sensiblement équivalente à celle de 1990 (79,5 %).
La répartition détaillée en 2018 est la suivante : zones agricoles hétérogènes (49,2 %), terres arables (29,4 %), milieux à végétation arbustive et/ou herbacée (14,7 %), forêts (2,8 %), espaces ouverts, sans ou avec peu de végétation (2,7 %), prairies (0,6 %), zones humides côtières (0,4 %), zones urbanisées (0,2 %). 

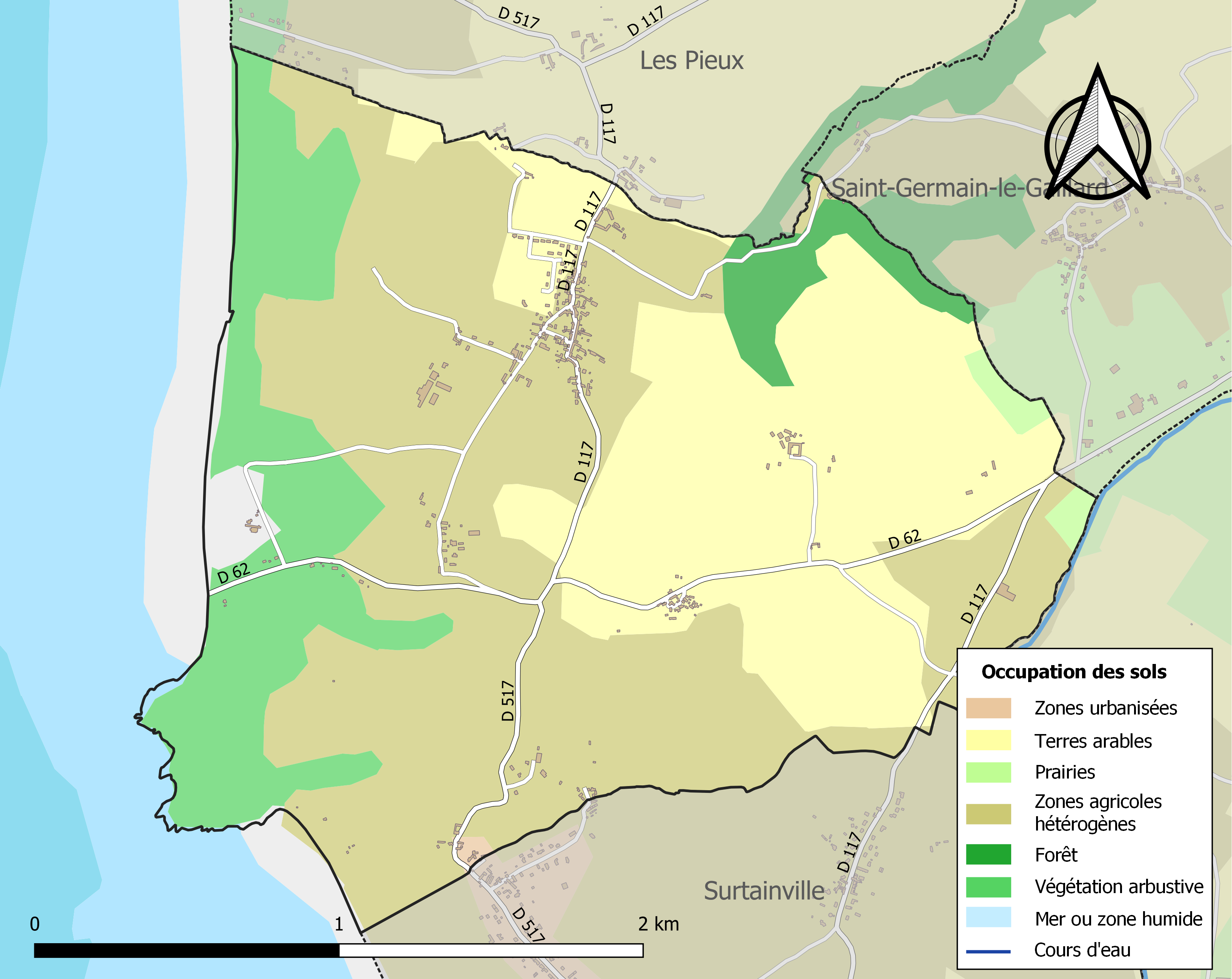
Carte des infrastructures et de l'occupation des sols de la commune en 2018 (CLC).

L'évolution de l’occupation des sols de la commune et de ses infrastructures peut être observée sur les différentes représentations cartographiques du territoire : la carte de Cassini (XVIIIe siècle), la carte d'état-major (1820-1866) et les cartes ou photos aériennes de l'IGN pour la période actuelle (1950 à aujourd'hui).

### Habitat et logement
En 2021, le nombre total de logements dans la commune était de 220, alors qu'il était de 212 en 2016 et de 187 en 2011. 
Parmi ces logements, 57,8 % étaient des résidences principales, 33,9 % des résidences secondaires et 8,2 % des logements vacants. Ces logements étaient pour 98,6 % d'entre eux des maisons individuelles et pour 0,5 % des appartements. 
Le tableau ci-dessous présente la typologie des logements au Le Rozel en 2021 en comparaison avec celle de la Manche et de la France entière. Une caractéristique marquante du parc de logements est ainsi une proportion de résidences secondaires et logements occasionnels (33,9 %) supérieure à celle du département (14,9 %) et à celle de la France entière (9,7 %). 
| Typologie                                               | Le Rozel | Manche | France entière |
| ------------------------------------------------------- | -------- | ------ | -------------- |
| Résidences principales (en %)                           | 57,8     | 77,1   | 82,2           |
| Résidences secondaires et logements occasionnels (en %) | 33,9     | 14,9   | 9,7            |
| Logements vacants (en %)                                | 8,2      | 8      | 8,1            |

## Toponymie
Le nom de la localité est attesté sous les formes le Rosel vers 1135, de Rosello en 1176.
De l'oïl rosel, « roseau », le Rozel est donc un endroit où poussent les roseaux.

## Histoire

### Préhistoire
Un site paléolithique comprenant des centaines d'empreintes fossilisées (dont de pieds et mains d'humains) datées de 80 000 ans et attribuées aux Néandertaliens a été découvert en 1967 et fait l'objet de fouilles archéologiques chaque année depuis 2012.

### Moyen Âge
Dans la première moitié du XIIe siècle, la paroisse relève de l'honneur de Bricquebec,.

### Temps modernes
En 1555, le fief du Rozel est tenu par Olivier des Moustiers. En 1570, Marie des Moustiers le lègue à Jean II de Ravalet (1523-1604), abbé de Hambye.
En 1567, Michel de Hurtebye, écuyer, sieur de Vaulx et Cléville, est taxé pour ces deux fiefs de 40 livres et 16 solz dans le rôle des nobles et roturiers, au titre du ban et de l'arrière ban de la vicomté de Coutances, réalisé par Gilles Dancel, seigneur d'Audouville, lieutenant général du bailli de Cotentin, tenu à Coutances les 20-22 octobre. Le fief de Vaux au Rozel qui valait un sixième de fief de haubert, tenu du roi sous la vicomté de Valognes, avait une extension sur Saint-Germain-le-Gaillard, celui de Cléville également au Rozel, valait un quart de fief de haubert et était aussi tenu du roi sous la vicomté de Valognes.
À la charnière des XVIIe et XVIIIe siècles, Georges-Robert-Louis de Hennot, fils de Louis de Hennot et de Catherine du Chemin, est seigneur et patron du Rosel et de Saint-Germain-le-Gaillard en partie. Le 1er juillet 1704, il épousa Germaine Pitteboult, fille de Charles-Robert Pitteboult et de Renée Le Cygne de Ponthierry.
Le 8 septembre 1764, Marie-Bernardine Hennot du Rozel, dame de Barneville, d'Écausseville et du Rozel épouse Jérôme (alias Jean)-Frédéric Bignon (1747-1784), seigneur d'Hardricourt, avocat, conseiller au Parlement (2e chambre des enquêtes), garde de la bibliothèque du roi en 1770 à la suite de la démission de son père. Il fait achever le salon du château du Plessis-Robinson qu'il a acquis en 1776, et où sont exposés les globes de Vincenzo Coronelli. Membre de l'Académie des Inscriptions et Belles-Lettres en 1781, après avoir reçu de son épouse le manoir du Rozel en 1764, il fait l'acquisition du manoir de Cléville.

### Époque contemporaine
Le porte-conteneurs allemand Kini-Kersten, long de plus de 100 mètres, s'échoue sur la grève dans la nuit de la saint-Sylvestre 1987,.

## Politique et administration

### Rattachements administratifs et électoraux

#### Rattachements administratifs
La commune se trouve depuis 1811 dans l'arrondissement de Cherbourg du département de la Manche.  
Elle faisait partie depuis 1801 du canton des Pieux. Dans le cadre du redécoupage cantonal de 2014 en France, cette circonscription administrative territoriale a disparu, et le canton n'est plus qu'une circonscription électorale.

#### Rattachements électoraux
Pour les élections départementales, la commune fait partie depuis 2014 d'un nouveau canton des Pieux porté de 15 à 29 communes.
Pour l'élection des députés, elle fait partie de la troisième circonscription de la Manche.

### Intercommunalité
Le Rozel était membre de la communauté de communes des Pieux, un établissement public de coopération intercommunale (EPCI) à fiscalité propre créé en 2002 — qui succédait au district des Pieux créé en février 1978 —  et auquel la commune avait transféré un certain nombre de ses compétences, dans les conditions déterminées par le code général des collectivités territoriales.
Dans le cadre des dispositions de la loi portant nouvelle organisation territoriale de la République du 7 août 2015, qui prévoit que les établissements publics de coopération intercommunale (EPCI) à fiscalité propre doivent avoir un minimum de 15 000 habitants, cette intercommunalité a fusionné avec ses voisines pour former, le 1er janvier 2017, la communauté  d'agglomération du Cotentin, dont est désormais membre la commune.

### Administration municipale
Compte tenu de la population de la commune, son conseil municipal est composé de onze membres dont le maire et ses adjoints.

### Liste des maires
| Période                                  | Période   | Identité               | Étiquette | Qualité             |
| ---------------------------------------- | --------- | ---------------------- | --------- | ------------------- |
| Les données manquantes sont à compléter. |           |                        |           |                     |
| 1790                                     | 1793      | Charles Vaultier       |           |                     |
| …1794                                    | 1794…     | Louis Pezet            |           |                     |
| 1795                                     | mars 1819 | Julien Vrac            |           |                     |
| 1819                                     | 1843      | Nicolas Villot         |           |                     |
| 1843                                     | 1850      | Jean Villot            |           |                     |
| 1850                                     | 1852      | Jérôme Frédéric Bignon |           |                     |
| 1852                                     | 1862      | Pierre-François Vrac   |           | Cultivateur         |
| 1863                                     | 1876      | Jérôme Frédéric Bignon |           |                     |
| 1876                                     | 1902      | Jean-Baptiste Hairon   |           |                     |
| 1902                                     | 1907      | Pierre Colin           |           |                     |
| 1907                                     | 1918      | Jules Mahieu           |           |                     |
| 1919                                     | 1928      | Eugène Mahieu          |           |                     |
| 1928                                     | 1932      | Alexandre Mahieu       |           |                     |
| 1932                                     | mai 1970  | François Colin         |           |                     |
| 1970                                     | 1977      | Maurice Vrac           |           |                     |
| 1977                                     | 1980      | Gaston Delaplace       |           |                     |
| 1980                                     | juin 1995 | Constance Vrac         |           |                     |
| juin 1995                                | mars 2008 | Thierry Delange        |           | Avocat              |
| mars 2008                                | juin 2025 | Noël Lamotte           |           | Technicien retraité |
| juin 2025                                | En cours  | Auguste Le Blond       |           |                     |

## Population et société
Les habitants sont les Rozelais et Rolesaises[Quoi ?].

### Démographie
L'évolution du nombre d'habitants est connue à travers les recensements de la population effectués dans la commune depuis 1793. Pour les communes de moins de 10 000 habitants, une enquête de recensement portant sur toute la population est réalisée tous les cinq ans, les populations de référence des années intermédiaires étant quant à elles estimées par interpolation ou extrapolation. Pour la commune, le premier recensement exhaustif entrant dans le cadre du nouveau dispositif a été réalisé en 2004.

En 2022, la commune comptait 244 habitants, en évolution de −3,56 % par rapport à 2016 (Manche : −0,31 %, France hors Mayotte : +2,11 %).
| 1793 | 1800 | 1806 | 1821 | 1831 | 1836 | 1841 | 1846 | 1851 |
| ---- | ---- | ---- | ---- | ---- | ---- | ---- | ---- | ---- |
| 431  | 391  | 453  | 465  | 443  | 464  | 494  | 480  | 470  |

| 1856 | 1861 | 1866 | 1872 | 1876 | 1881 | 1886 | 1891 | 1896 |
| ---- | ---- | ---- | ---- | ---- | ---- | ---- | ---- | ---- |
| 454  | 422  | 375  | 328  | 348  | 334  | 327  | 318  | 318  |

| 1901 | 1906 | 1911 | 1921 | 1926 | 1931 | 1936 | 1946 | 1954 |
| ---- | ---- | ---- | ---- | ---- | ---- | ---- | ---- | ---- |
| 325  | 320  | 333  | 330  | 311  | 297  | 303  | 269  | 270  |

| 1962 | 1968 | 1975 | 1982 | 1990 | 1999 | 2004 | 2006 | 2009 |
| ---- | ---- | ---- | ---- | ---- | ---- | ---- | ---- | ---- |
| 280  | 247  | 237  | 242  | 251  | 261  | 268  | 268  | 281  |

| 2014 | 2019 | 2022 | - | - | - | - | - | - |
| ---- | ---- | ---- | - | - | - | - | - | - |
| 248  | 250  | 244  | - | - | - | - | - | - |

### Cultes
La paroisse chrétienne catholique est aujourd'hui rattachée à la nouvelle paroisse Notre-Dame du doyenné de Cherbourg-Hague.

## Culture locale et patrimoine

### Lieux et monuments

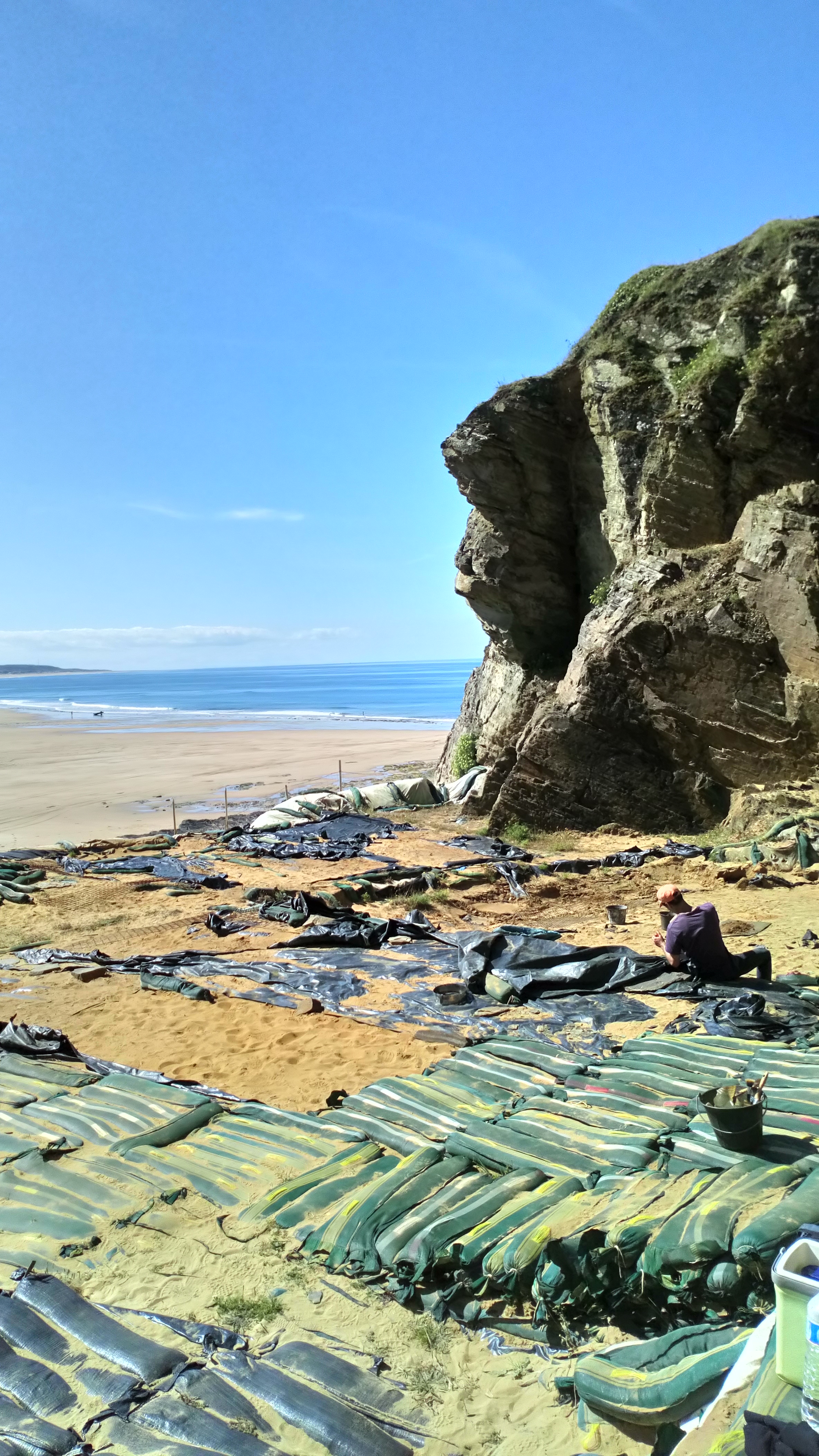
Pointe du Rozel, chantier de fouilles, juillet 2020.

La commune compte plusieurs lieux inscrits au titre des monuments historiques : 
- site archéologique néandertalien[40], au lieu-dit Le Pou, chemin de Trompe Souris[41] ;
- manoir de Cléville[42] des XVe, XVIe – XIXe siècles, et tourelles avec escalier à vis polygonales ;
- manoir du Rozel[43], des XIIIe, XVIe, XVIIIe – XIXe siècles, avec jardin clos et deux pavillons et crénelage XIXe. 
Le manoir s'élève un peu en retrait de la côte, au nord-ouest du Cotentin. Il est remanié au cours des siècles, notamment aux XVIIIe et XIXe siècles. Une double porte charretière et piétonne ouvre sur la cour. La famille Bignon après la Révolution française, fait couronner les tours de créneaux et d'un belvédère[44]. Une allée latérale menant au château est séparée du potager par un haut mur. Elle longe les bâtiments agricoles, dont le pressoir à pommes[45].

On peut également signaler : 
- l'église Saint-Pierre des XIVe – XIXe siècles refaite, clocher (1866), chapelles latérales (1702 et 1854). Elle abrite les statues Vierge à l'Enfant du XIVe,   de saint Liévin, évêque du XIVe, et trois tableaux du XVIIe siècle provenant d'Anvers en 1802 : Le Festin d'Hérode, le Baptême du Christ, la Mort de saint Liévin et l'Adoration des mages, disparue en 1942, classés au titre objet aux monuments historiques[46], une verrière du XXe de Mazuet, des fonts baptismaux et lutrins du XVIIIe[47] ;
- des croix de chemin, dite croix de la Syllerie, du XVIIIe siècle ; croix de cimetière du XVIIIe siècle et croix de Bonsecours du XVIIIe siècle ;
- une statue de Notre-Dame des Marins.

Pour mémoire
- Ancien poste de vigie et signaux et corps de garde du Rozel[48].

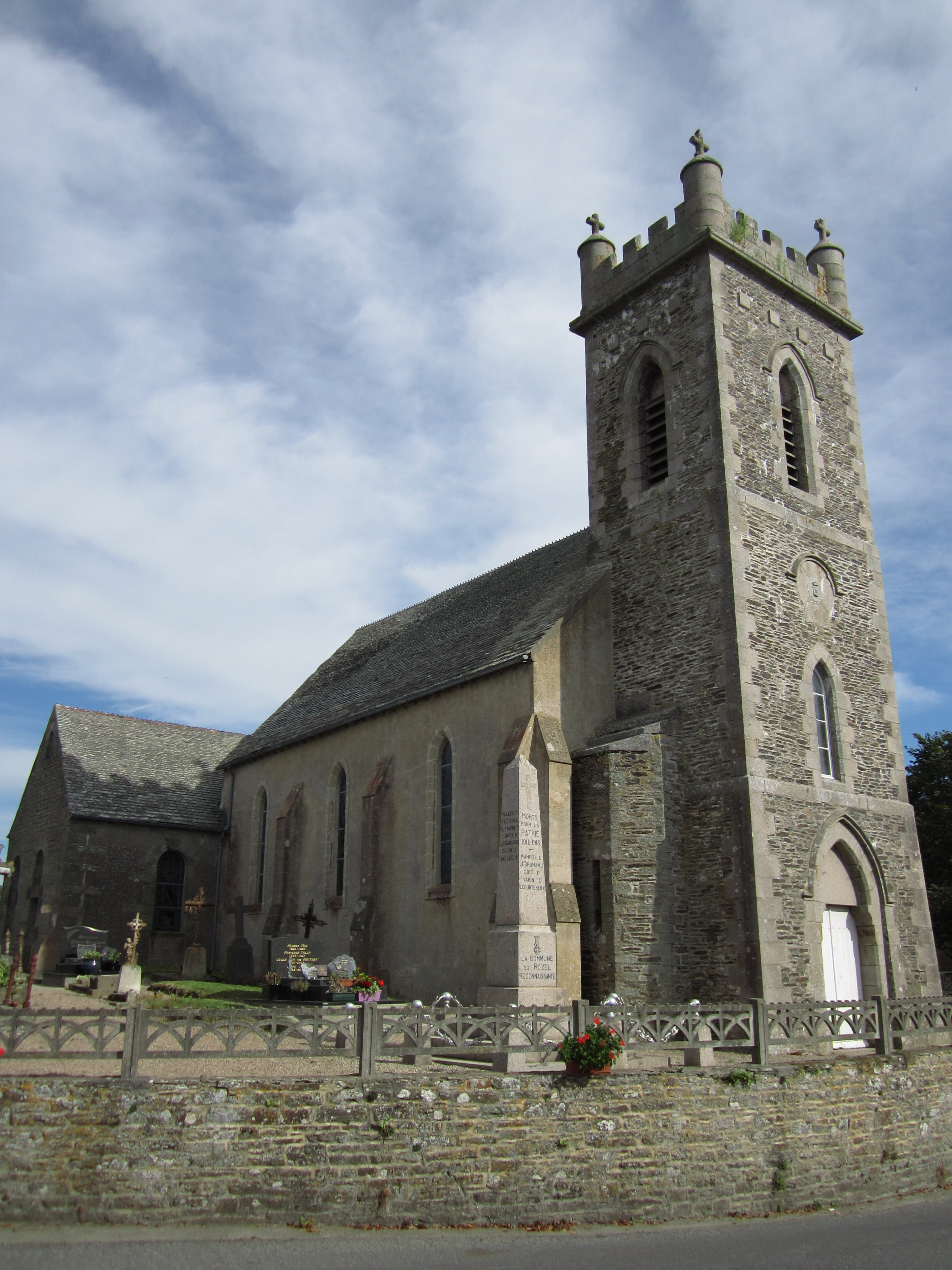
L'église Saint-Pierre.
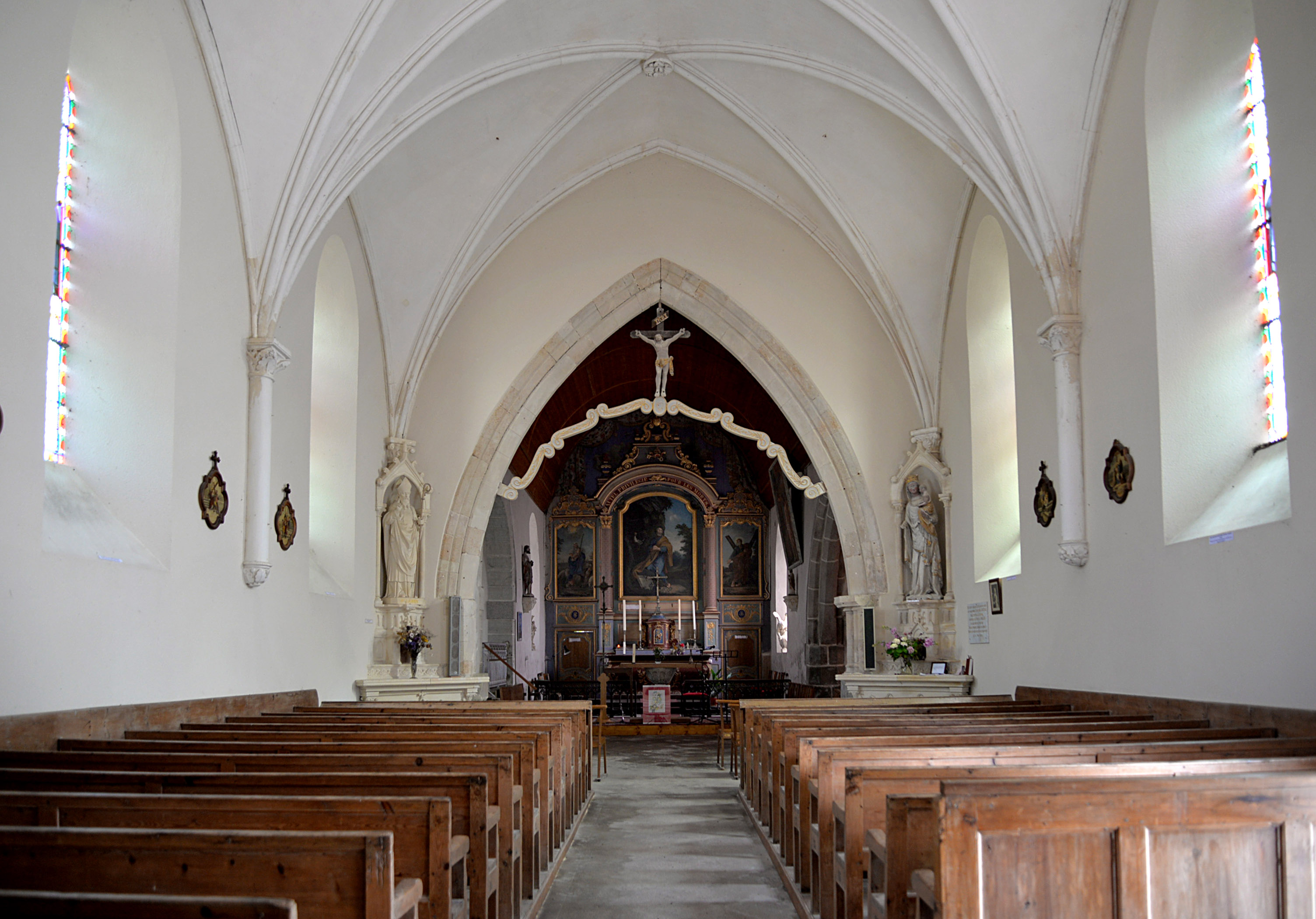
La nef de l'église Saint-Pierre.
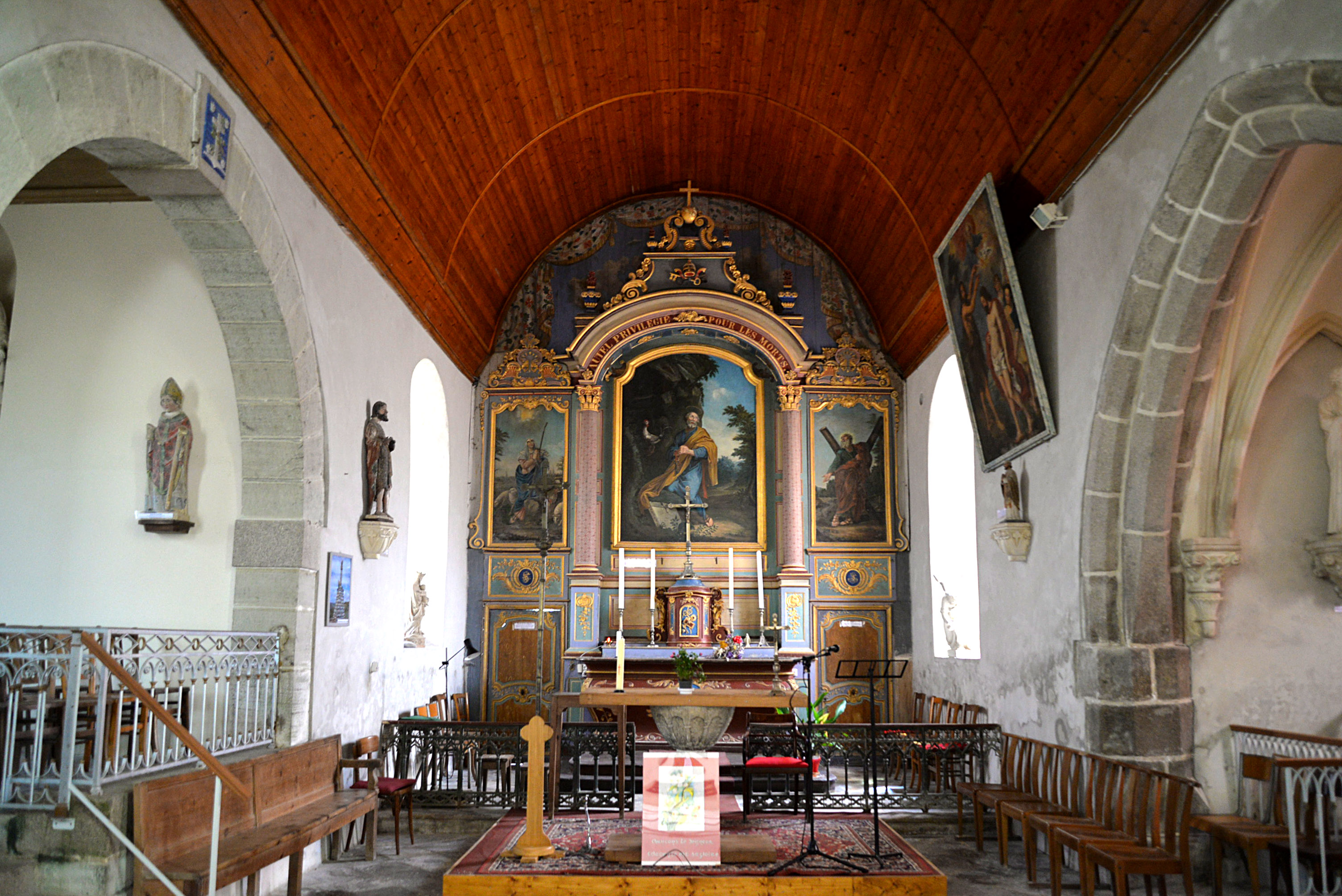
Le chœur de l'église.
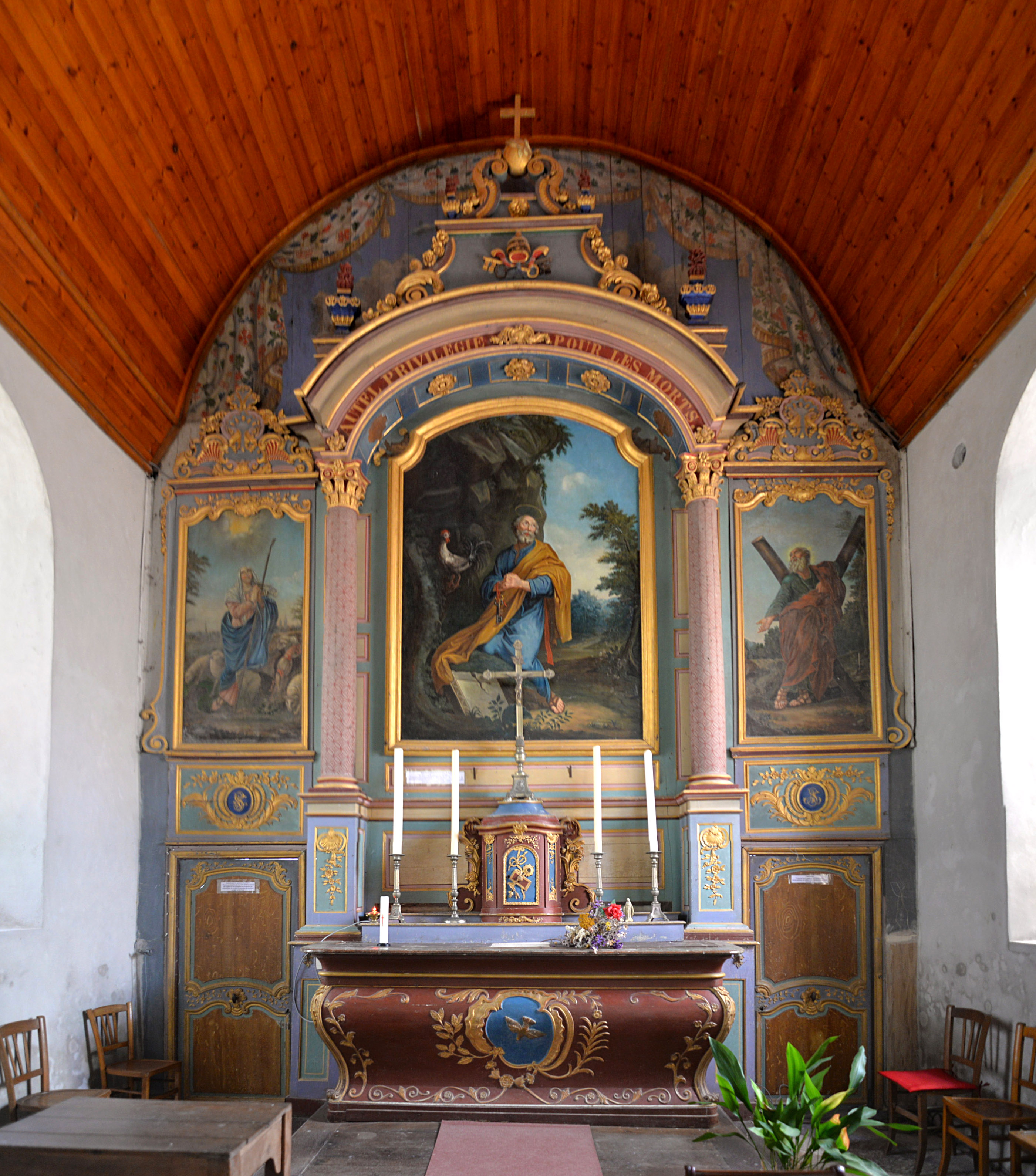
Son retable.
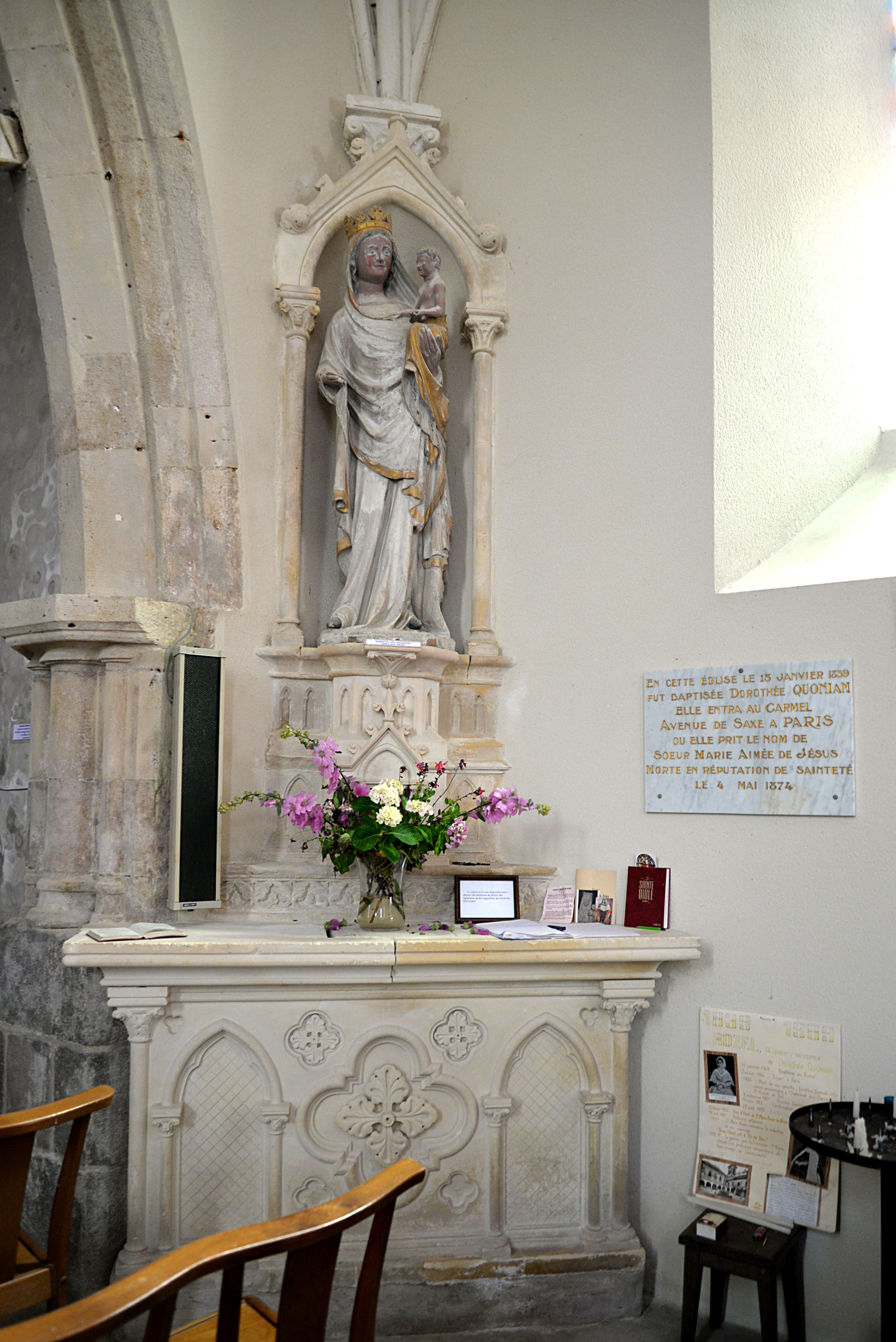
Vierge à l'Enfant (XIVe), classée au titre objet.
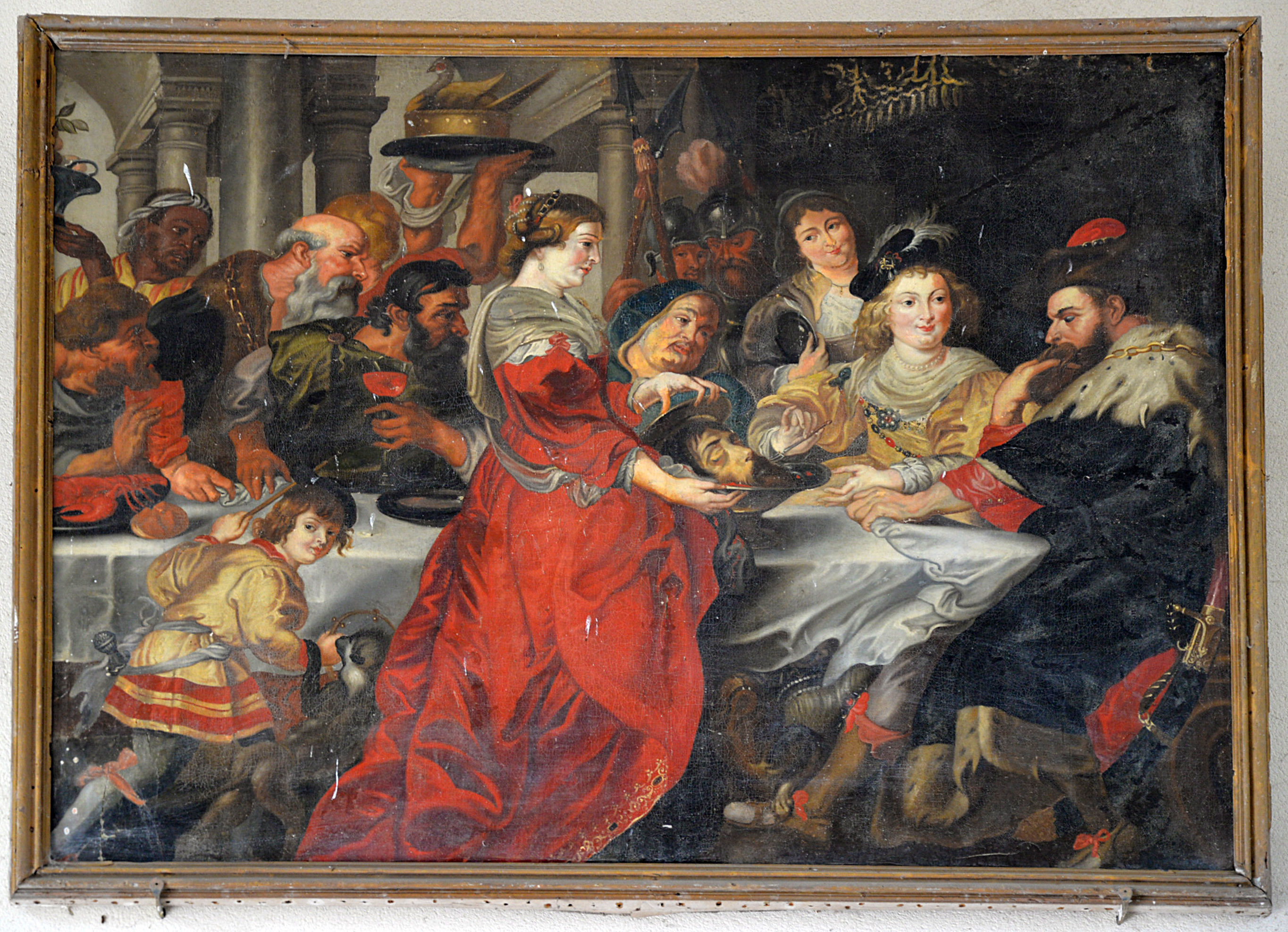
Décollation de saint Jean-Baptiste (XVIIe), tableau classé au titre objet.
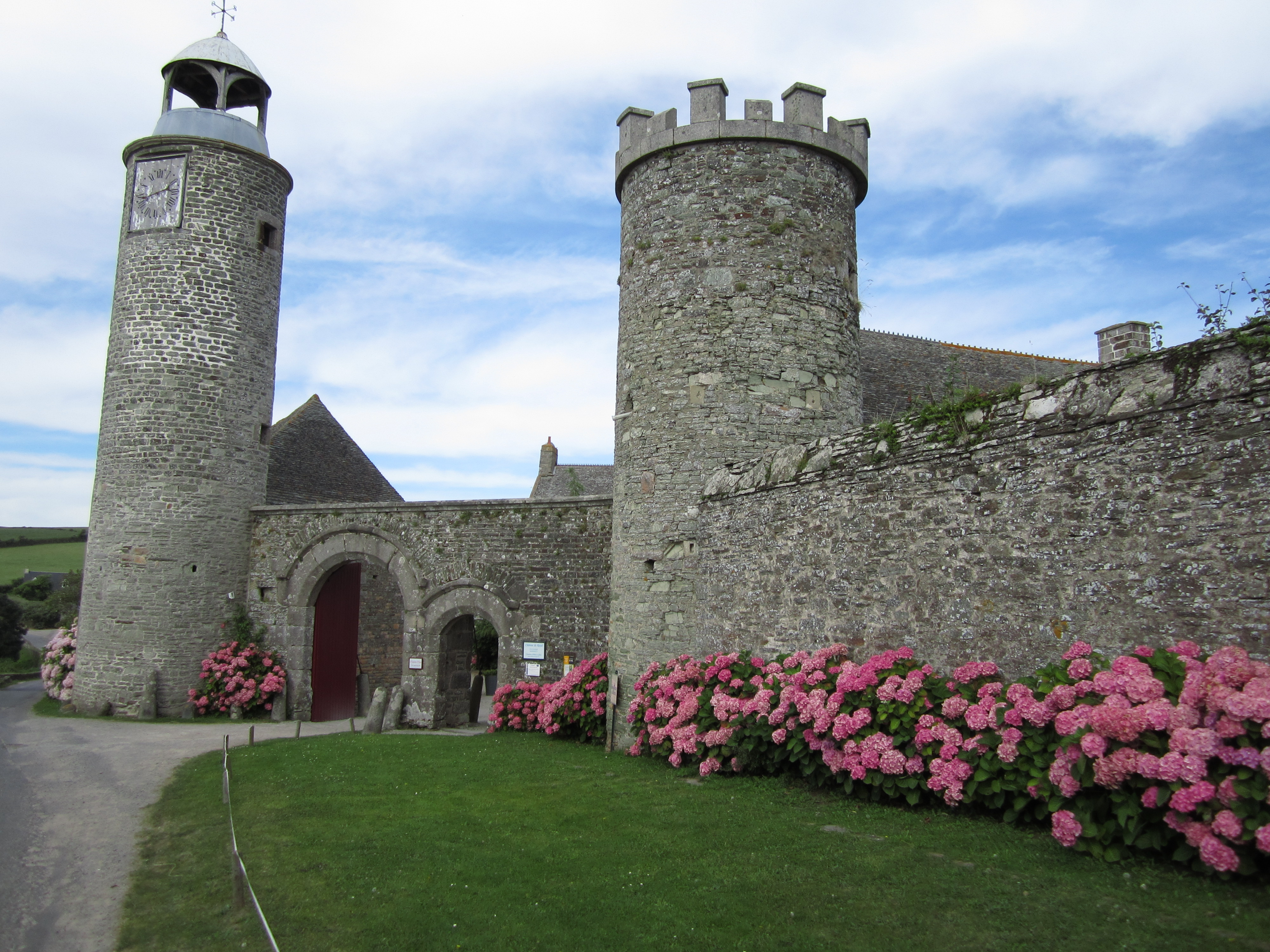
Le manoir du Rozel.

### Personnalités liées à la commune
- Marie-Aimée de Jésus, née Dorothée Quoniam (1839 - 1874), carmélite mystique, morte en odeur de sainteté, y est née.

## Pour approfondir